# ベルプロダクション
株式会社ベルプロダクションは、日本の芸能事務所。日本芸能マネージメント事業者協会会員。主に声優のマネージメントを行っている。

## 概要
2012年（平成24年）2月6日設立。

## 所属声優
2024年7月時点。

### 男性
- 井木順二
- 河相智哉
- 川村拓央

預かり
- 石木貴大
- 犬井風助
- 兼重大樹
- 高一星
- 坂西悟
- 二ノ宮彰
- 藤原大智
- 堀翔太郎
- 結城あくつ
- 吉田優馬

準預かり
- 一迫修人
- 風谷雄士
- 吉川重紀
- 肥川博紀
- 佐嘉倉タクオ
- 佐藤航
- 長友孝憲

### 女性
- 西宏子
- 福田如子
- 丸山ゆう
- 渡辺育子

預かり
- 飛鳥萌々子
- 大福のぞみ
- 鏑木真央
- 桑名翔子
- 小林加奈
- 堂込聖美
- 中園ゆき
- 宮沢かな緒
- 優芽

準預かり
- 秋野裕香子
- いいはらまみ
- 五十嵐カンナ
- 石田夢乃
- 片桐さや香
- 香風りな
- 楠本あい奈
- 小宮すずか
- 滝彩
- 仲宗根南
- 夏川京
- 深水春彩
- 堀文あつな
- 宮川真夜
- 柚原千帆

## かつて所属していた主な声優

### 男性
- 相沢まさき（現所属：大沢事務所）
- 飯田荘平（フリー）
- 河合みのる（フリー）
- 川上貴史（フリー）
- 久保智史（在籍中に死去）
- 蔵内よしはる（現所属：れおマカナ）
- 佐藤雄大
- 時永ヨウ（フリー）
- 仲田隼人（フリー）
- 成澤卓（現所属：キャトルステラ）
- 深増祐一
- 古澤融（現所属：ロウノーツ エージェンシー代表）
- 堀川輝幸（フリー）
- 元村哲也（フリー）

### 女性
- あおきさやか（フリー）
- 織部ゆかり（現所属：マウスプロモーション）
- 木下鈴奈（現所属：ジョイントオフィス）
- 栗原みきこ（フリー）
- くわばらあきら（現所属：ケンユウオフィス）
- 那須めぐみ（現所属：ケッケコーポレーション）
- 福山綾夏
- 麦穂あんな（フリー）
- 柳瀬えりこ（現所属：ムーブマン）